# ヘリコプター&防災・防犯フェスティバル

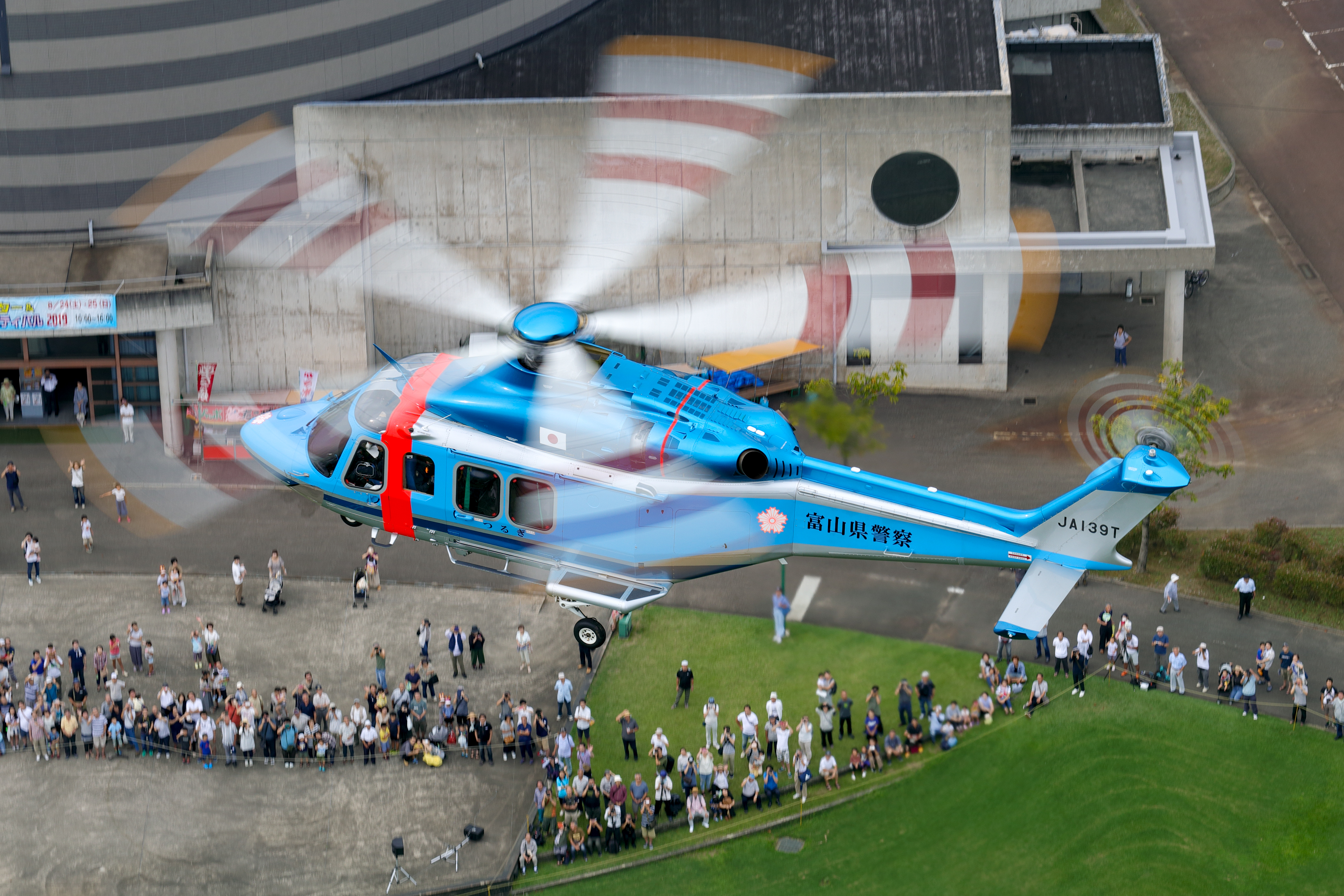
富山県警察航空隊によるデモンストレーション飛行

ヘリコプター&防災・防犯フェスティバル（ヘリコプター＆ぼうさい・ぼうはんフェスティバル）は、富山県小矢部市で毎年8月最終土・日曜日に行われるイベントである。
災害時の救助活動や交通、輸送手段として、機動力のあるヘリコプターの有効性をアピールするためにクロスランドおやべにて開催されている。自衛隊、富山県消防防災航空隊、富山県警察航空隊などのヘリコプターによるデモンストレーション飛行や、民間機による遊覧飛行などが披露される。